# Programa Helios

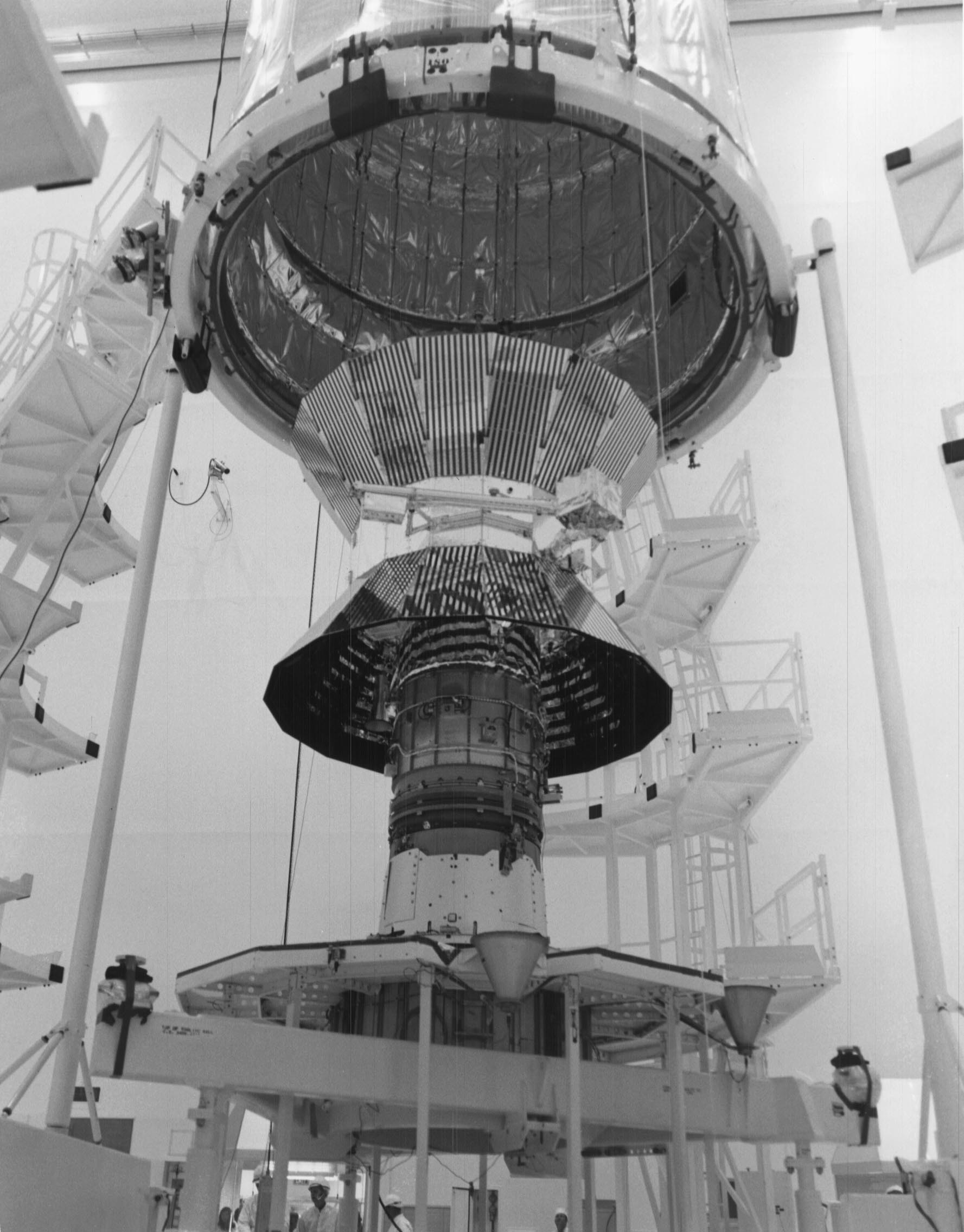
Protótipo da Helios.

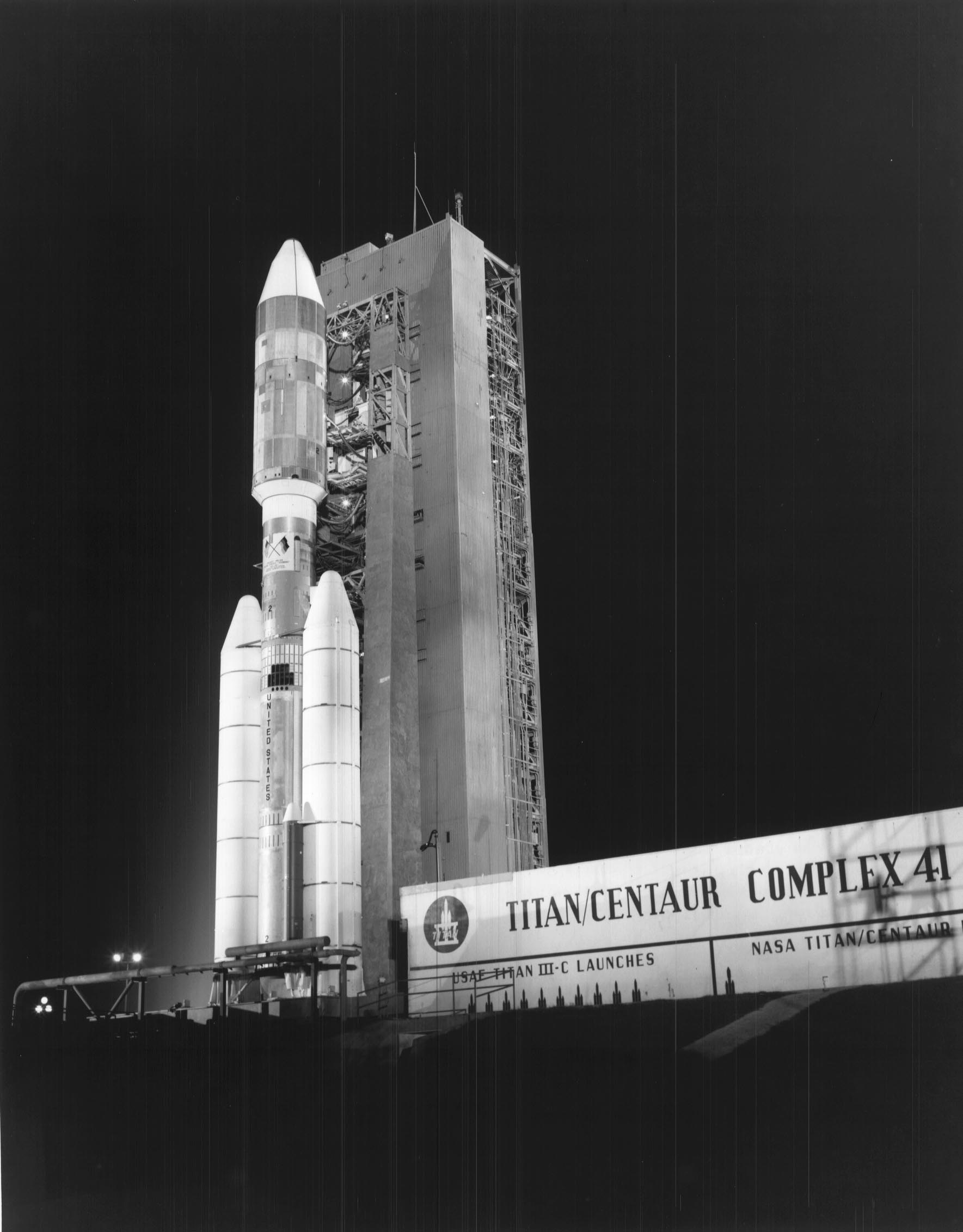
Helios I no foguete Titan IIIE, em 1974.

O Programa Helios consistiu de duas sondas espaciais, Helios 1 e Helios 2 (também chamadas de Helios A e Helios B, respectivamente), lançadas na década de 1970 pela Alemanha Ocidental e pelos Estados Unidos da América, utilizando foguetes da Força Aérea dos Estados Unidos.
Realizaram as órbitas mais próximas do Sol, a cerca de 45 milhões de quilômetros, inferior à órbita de Mercúrio. A Helios 1 foi lançada em 10 de dezembro de 1974, enquanto que a Helios 2 foi lançada 13 meses depois, em 15 de janeiro de 1976. O afélio das sondas era de cerca de 1 UA, enquanto que o perélio era cerca de 0,3 UA. Essas sondas são notáveis por terem estabelecido a maior velocidade atingida por uma sonda, que foi de 252 792 km/h (157 078 mi/h ou 43,63 mi/s ou 70,22 km/s ou 0,000234c).
Os objetivos primários das sondas foram completadas no início da década de 1980, continuando a transmitir dados até 1985, e atualmente estas sondas não estão em funcionamento, mas continuam em suas órbitas elípticas em torno do Sol.